# Adam Smith
|  | No s'ha de confondre amb Adam Smith (futbolista). |

Adam Smith   (Kirkcaldy, juny 1723 (<5 de juny de 1723 (Julià)) - Edimburg, 17 de juliol de 1790) fou un economista i filòsof escocès. La seva obra Investigació en la naturalesa i causes de la riquesa de les nacions fou el primer intent rigorós d'estudiar el desenvolupament històric de la indústria i el comerç a Europa, ajudà a la creació de l'economia com a disciplina  acadèmica i proporcionà un marc teòric al capitalisme. Smith és considerat sovint el pare de l'economia moderna.

## Vida i obra
Era fill d'un interventor de duanes de Kirkcaldy, Fife, Escòcia. La data exacta del seu naixement és desconeguda, però fou batejat a Kirkcaldy el 5 de juny de 1723, sis mesos després de la mort de son pare.
A l'edat de quinze anys, Smith entrà a la Universitat de Glasgow, on fou alumne de filosofia moral de l'«inoblidable» (així l'anomenava Smith) Francis Hutcheson. El 1740 entrà al Balliol College de la Universitat d'Oxford, però tal com deixà escrit Robert Scott «l'Oxford d'aquell temps l'ajudava poc o gens a avançar cap al que seria l'obra de la seva vida» i el 1746 renuncià al seu càrrec.
El 1748 començà a fer conferències públiques a Edimburg sota el mecenatge de Lord Kames. Algunes d'aquestes xarrades tenien a veure amb literatura retòrica, però més tard agafà el tema del progrés de l'opulència i exposà per primera vegada la filosofia econòmica de «l'obvi i simple sistema de la llibertat natural», que posteriorment desenvolupà en la seva Investigació en la naturalesa i causes de la riquesa de les nacions. Cap al 1750 conegué David Hume, el qual esdevingué un dels seus amics més propers.
El 1751 Smith fou designat professor de lògica a la Universitat de Glasgow. El 1752 va accedir a la càtedra de filosofia moral. Les seves lliçons cobrien els camps de l'ètica, la retòrica, la jurisprudència, l'economia política i les polítiques d'ingressos. El 1759 publicà la seva Teoria dels Sentiments Morals que incloïa algunes de les seves lliçons de Glasgow. Aquesta obra que li atorgà una bona fama, versava sobre com la comunicació humana depenia de la simpatia entre l'emisor i el receptor. Smith basà l'argumentació no com el tercer Lord Shaftesbury i Hutcheson feren anteriorment, en un especial «sentit moral», tampoc (com Hume) en una extensió de la utilitat, sinó en la simpatia. S'ha generat molta controvèrsia sobre si hi ha contradicció o no entre d'una banda l'èmfasi de Smith en la simpatia a l'obra Teoria dels Sentiments Morals i d'altra banda el paper central de l'interès propi a La Riquesa de les Nacions. Smith atorgà a l'interès propi un major rol en una versió revisada de la Teoria dels Sentiments Morals (TSM) que aparegué el 1783. A TSM, Smith atorga un paper predominant a la sincronització de les intencions i comportament humà sota una providència benefactora, mentre que a la Riquesa de les Nacions, deixant de banda la mà invisible que promou l'equilibri i l'harmonia d'interessos, Smith troba en moltes més ocasions casos de conflicte i d'egoisme en les motivacions humanes.
Smith posteriorment començà a interessar-se cada cop més per la jurisprudència i l'economia i menys pels temes morals. Ens en podem fer una idea a partir del desenvolupament de les seves idees en matèria de política econòmica obtingut a partir dels apunts d'un alumne seu cap al 1763 que foren posteriorment editades per E. Cannan sota el títol de (Lectures on Justice, Police, Revenue and Arms, 1896), les quals Scott, el seu descobridor i editor, descriu com "Un primer esborrany de part de la Riquesa de les Nacions".
Cap a la fi de 1763, Smith obtingué un lucratiu contracte com a tutor del jove duc de Buccleuch i renuncià a la seva plaça de professor. Des de 1764 fins al 1766 viatjà acompanyant el duc i passà moltes temporades a França on conegué intel·lectuals de l'alçada d'Anne Turgot, Jean D'Alembert, André Morellet, Helvétius i, en particular, François Quesnay, el més clar representant de l'escola fisiòcrata el treball dels quals Smith respectava profundament. Després del seu retorn a Kirkcaldy dedicà la major part dels propers deu anys a la seva obra magna, Investigació en la Naturalesa i Causes de la Riquesa de les Nacions, que aparegué el 1776, fou molt ben rebut i portà Smith a la popularitat.
El 1787 li fou concedit un còmode lloc de treball com a interventor de duanes a Escòcia i se n'anà a viure a Edimburg amb la seva mare. Morí allà el 17 de juliol de 1790.
Poc abans de la seva mort, Smith destruí la pràctica totalitat dels seus manuscrits. En els últims anys planejava dos tractats majors, un sobre teoria i història del dret i un altre sobre l'art i les ciències. La seva obra pòstuma Assajos sobre Temes Filosòfics (1795) probablement conté parts del que podrien haver estat tractats posteriors.
L'any 2007, la contribució de Smith com a pare de l'economia va ser reconeguda en el bitllet de 20 lliures esterlines, en el qual apareix.

### Teoria dels sentiments morals
La Teoria dels sentiments morals, publicada el 1759, comença per l'exploració de totes les conductes humanes en les quals l'egoisme no sembla tenir un paper determinant, com assegurava Hobbes. El que s'exposa llavors és el procés de simpatia (o empatia), a través del qual un subjecte és capaç de posar-se en el lloc d'un altre, encara que no obtingui benefici d'això. Amb això es busca criticar la concepció utilitarista, com apareix en Hume. El desenvolupament de l'obra porta al descobriment de l'espectador imparcial, la veu interior que dictaria la propietat o impropietat de les accions. Aquest espectador imparcial pot associar-se al concepte de superego, de Sigmund Freud.
Al llarg de l'obra l'autor explica l'origen i funcionament dels sentiments morals: el ressentiment, la venjança, la virtut, l'admiració, la corrupció i la justícia. El resultat és una concepció dinàmica i històrica dels sistemes morals, en oposició a visions més estàtiques com les determinades per les religions. En termes filosòfics, la naturalesa humana estaria dissenyada per avançar fins a causes finals que no necessàriament són coneguts pels subjectes, que es guien per les causes eficients.

### La Riquesa de les Nacions

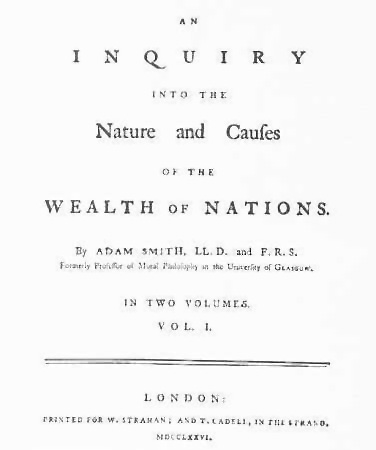
Primera pàgina de la Riquesa de les Nacions, edició de 1776

La Riquesa de les Nacions fou una obra crucial per al desenvolupament de l'economia com a disciplina autònoma. Quan el llibre veié la llum el 1776, tant a Gran Bretanya com als Estats Units hi havia un fort sentiment lliurecanvista.
La Riquesa de les Nacions també refusa l'èmfasi que posava l'escola fisiòcrata en la importància de la terra. Smith situava el treball com a element fonamental i, per tant, la divisió del treball permetria un gran augment de la producció. La Riquesa de les Nacions tingué tant èxit, que de fet, va portar a la marginació de les escoles econòmiques anteriors i posteriorment economistes com Thomas Malthus i David Ricardo, partint del treball de Smith instauraren les bases del que es coneix com a economia clàssica.
Un dels punts fonamentals de La Riquesa de les Nacions és que el lliure mercat aparentment caòtic i sense cap mena de regulació, és, de fet, guiat a produir la quantitat i varietat justa de productes per una mà invisible. Si, per exemple, hi ha escassetat d'un producte, el preu augmenta, sent aquest un incentiu per a la seva producció i solucionant l'escassetat. La competència entre els productors portarà el preu del producte a la baixa cap al seu preu de cost, el seu "preu natural".
Smith creia que, si bé, les motivacions humanes són sovint egoistes, la lliure competència beneficiaria a tota la societat en el seu conjunt. En conseqüència, argumentà fortament en contra de la creació de monopolis.
| «                                       | Cap individu no vol promoure l'interès públic ni sap fins a quin punt el promou […] en dirigir la seva indústria de manera que la seva producció tingui el major valor possible, només busca el seu benefici personal. En això, com en moltes altres circumstàncies, el condueix una mà invisible per a promoure un objectiu que no formava part de les seues intencions […] En buscar el seu propi interès, amb freqüència promou el de la societat de manera més eficaç que quan es proposa fer-ho de forma conscient. Mai no he vist fer tant de bé als que diuen dedicar-se al bé públic. | » |
| — Adam Smith, La Riquesa de les Nacions | |   |

Smith atacà també vigorosament les restriccions governamentals que considerava que limitaven l'expansió industrial. De fet, atacà qualsevol tipus d'interferència de l'estat en el procés econòmic, inclòs els aranzels, argumentant que creaven ineficiència i preus elevats a llarg termini. Aquesta teoria es coneix amb el nom de "laissez-faire,".
Hi ha molta controvèrsia sobre l'originalitat de l'obra magna de Smith. Hi ha qui argumenta que el llibre aporta poc a les idees ja exposades per pensadors com David Hume i el Baró de Montesquieu. Tanmateix, Smith organitzà les idees de manera comprensiva i el seu llibre resta encara avui com una de les obres més importants en el camp de l'economia.
Les idees d'Adam Smith són el nucli sobre el que s'edifica l'economia clàssica, que prediu un comportament del mercat que tendeix sempre a l'equilibri i la màxima ocupació. Això és conseqüència de la llei de Say, que se sol resumir dient que "tota oferta crea la seva demanda": per exemple, si hi ha excés d'oferta d'un producte, quedaran existències per vendre, i els venedors estaran disposats a abaixar-ne el preu, cosa que animarà els compradors a comprar-ne més fins a arribar al punt en què l'oferta igualarà la demanda. Això es pot aplicar a qualsevol mercat, incloent el mercat de treball, sempre que es mantingui la total flexibilitat de preus i salaris. El regnat de l'economia clàssica es va acabar amb la Gran Depressió de 1929, quan coincideixen en un llarg període preus i salaris baixos i atur en augment, en contra de les prediccions d'ajust automàtic (la mà morta d'Adam Smith). En aquest moment neix la macroeconomia moderna de la mà de Keynes.
Aquest fracàs en analitzar les situacions de crisi perllongades, més que un fracàs de la teoria clàssica, posen de manifest la seva dependència de dues premisses que no sempre es donen en la realitat:
- La flexibilitat total de preus i salaris: davant d'una variació de la demanda no sempre és possible variar els preus per ajustar oferta i demanda. Sobretot en la majoria d'economies modernes ens trobem amb salaris molt rígids a la baixa, o sigui, en cas de baixar la demanda de treball no abaixen els salaris per fer augmentar la demanda sinó que augmenta l'atur.
- L'economia clàssica se centra en situacions d'equilibri, que suposa que s'assoleixen a llarg termini, ignorant les fluctuacions i circumstàncies canviants ràpidament i l'estabilitat o no d'aquest equilibri, mentre que l'economia moderna es fixa en els desequilibris a curt termini. En paraules de Keynes, "a llarg termini, tots morts".

#### Influència
La investigació sobre la naturalesa i causes de la riquesa de les nacions ha estat subjecta a tot tipus d'interpretacions. Entre elles les que més destaquen són:
- David Ricardo: realitza una crítica a l'obra, desenvolupant més la teoria del valor treball i conceptes com ara el capital i la reproducció.
- Karl Marx: aprofundeix la línia de Ricardo, rescatant concepcions smithianes.
- Milton Friedman i Rose Friedman: se centren en temes com «La mà invisible» i el paper de l'Estat. Milton i Rose Friedman escriuen La llibertat d'escollir (Free to choose) basats en la doctrina smithiana del lliure comerç.
- Amartya Sen: lectura renovada de Smith que reprèn la Teoria dels sentiments morals, llibre de gran importància en el camp de l'ètica, la teologia i la moral. Amartya Sen destaca la importància del sentiment de la simpatia en l'obra de Smith i qüestiona l'estreta interpretació friedmaniana que atribueix a l'egoisme l'harmonia del món.

## Llegat
La riquesa de les nacions, un dels primers intents d'estudiar l'auge de la indústria i el desenvolupament comercial a Europa, va ser un precursor de la disciplina acadèmica moderna de l'economia. En aquesta i altres obres, Smith va exposar com el mateix interès racional i la competència poden portar a la prosperitat econòmica i el benestar. També va proporcionar alguns dels arguments intel·lectuals més congeuts i brillants donant suport al lliure comerç i el capitalisme, que en gran manera influiran en els escrits dels economistes posteriors. No debades, Smith és considerat el pare de l'economia moderna.

### Liberalisme econòmic
El liberalisme econòmic és la teoria econòmica formulada de manera completa en primer lloc per Adam Smith, desenvolupada durant la Il·lustració, que reclama la mínima interferència de l'Estat en l'economia. La llibertat econòmica o la lliure empresa conduiria a una societat més harmoniosa i igualitària i l'augment indefinit de la prosperitat. L'ordre espontani seria generat per la mà invisible que condueix als individus que segueixin el seu egoisme particular.
Habitualment es resumeix en l'expressió francesa Laissez faire, laissez passer (deixeu fer, deixeu passar), que no obstant és el lema de la fisiocràcia, una teoria econòmica precedent.

### Lliure comerç
Es denomina lliure comerç o lliurecanvisme a la doctrina econòmica que propugna la no- intervenció estatal al comerç internacional, permetent que els fluxos de mercaderies es governin per als avantatges de cada país i la competitivitat de les empreses, suposant que amb això es produirà una adequada distribució dels béns i serveis i una assignació òptima dels recursos econòmics a escala planetària.
El lliurecanvisme és considerat com el primer capitalisme i planteja la llibertat absoluta de negoci i comerç enfront de les rigideses de l'economia de l'Antic règim.
La formulació teòrica del lliurecanvisme no s'ha correspost mai amb una aplicació pràctica. Les diferents polítiques econòmiques dels diferents Estats han mantingut sempre un component de proteccionisme, més o menys intens. Les àrees econòmiques més fortament alienes al lliurecanvisme han estat tradicionalment les agrícoles. Al costat d'elles, les indústries nacionals bàsiques i les estratègiques han rebut un singular suport. El lliurecanvisme ha desplegat gran efecte en els intercanvis de mercaderies no essencials.
Les restriccions al lliure comerç s'han fet tradicionalment de diverses maneres: mitjançant la imposició d'aranzels a les importacions, proteccionisme a determinades indústries i l'agricultura mitjançant la concessió d'ajuts o subvencions directes o indirectes, fixació de preus, regulació del mercat laboral o preferència en l'adquisició per part de l'Estat dels productes locals.
A banda del seu vessant convencional, hi ha partidaris i teories lliurecanvistes alternes que són contràries a la "privatització" i al mateix capitalisme.

### Comerç internacional
La teoria clàssica del comerç internacional té les seves arrels en l'obra d'Adam Smith que planteja la interacció entre comerç i creixement econòmic. Segons els principis establerts en les seves obres, els diferents béns hauran de produir-se en aquell país en què sigui més baix el seu cost de producció i des d'allà, exportar a la resta de les nacions. Per tant, defineix l'anomenada «avantatge absoluta» com la que té aquell país que és capaç de produir un bé utilitzant menys factors productius que altres, és a dir amb un cost de producció menor. Defensa a més el comerç internacional lliure i sense traves per assolir i dinamitzar el procés de creixement econòmic, i aquest comerç estaria basat en el principi de l'avantatge absolut i també creu en la mobilitat internacional de factors productius.

### Teoria del valor-treball
La teoria del valor-treball, també teoria laboral del valor és una teoria que considera que el valor d'un bé o servei depèn directament de la quantitat de treball que porta incorporat. Així, Adam Smith considerava que el treball era la unitat de mesura exacta per quantificar el valor. Per a ell el valor era la quantitat de treball que un podia rebre a canvi de la seva mercaderia. Es tracta de la teoria del valor comandat o adquirit. Encara que no era el factor determinant dels preus, aquests oscil·laven cap al seu preu de producció gràcies al joc de l'oferta i la demanda.
Posteriorment David Ricardo va desenvolupar una teoria del valor-treball incorporat en la seva obra Principis d'economia política i tributació (1817). En aquest assaig afirmava que tots els costos de producció són costos laborals que es paguen d'una manera directa o acumulat al capital. Pensava que els preus dependrien de la quantitat de treball incorporat en els béns o serveis.
Thomas Hodgskin, un socialista ricardià, considerava que la teoria ricardiana del valor-treball tindria lloc en una economia estricta de lliure mercat que hagués provocat la desaparició del capitalisme.
La teoria del valor-treball es coneix principalment pels estudis sobre Karl Marx, sent un principi fonamental en el pensament econòmic del marxisme. Marx pensava fermament que només el treball produeix el valor, i en la seva obra El capital va desenvolupar aquesta tesi. Però no només el treball per se, sinó el treball abstracte, aquell treball que ha estat socialment necessari, i el qual ha rebut una validació d'aquest. Per a això va establir quatre conceptes diferents de valor: individuals (serveix per comparar el valor directe i el valor de producció), directes (només té en compte la competència intrasectorial), de producció (té en compte la competència intrasectorial i intersectorial) i efectius (el preu de la realitat mercantil). No obstant això, Marx no va finalitzar l'anàlisi matemàtica de la qüestió.
En l'actualitat existeixen diferents corrents marxistes que fan diferents lectures de la teoria del valor del treball. Segons el corrent majoritari, el valor d'un producte està format per les hores de treball efectiu, realitzades per persones de capacitat mitjana que han estat necessàries per a la creació d'aquest producte (el temps de treball socialment necessari). Diverses escoles econòmiques han criticat aquesta teoria, per considerar que és impossible determinar quin és el treball efectiu i quina és la capacitat mitjana.
Segons un altre corrent, minoritari dins del marxisme, on es pot trobar l'economista Diego Guerrero, el valor treball es limita als valors de producció.
Mentre que per alguns marxistes, el valor del treball només existeix en la societat capitalista, i no en la socialista, per a altres el valor del treball s'ha d'emprar per determinar el valor dels productes i serveis a la societat socialista.
L'autor mutualista Kevin Carson ha inclòs en la teoria, alguns conceptes de les escoles marginalistes.
Altres corrents marxistes, entre les que es pot trobar al filòsof Felipe Martínez Marzoa, a Espanya, o al sociòleg Moishe Poston als Estats Units, consideren que les preocupacions dels economistes (com la determinació dels preus a partir del valor) desvien l'atenció sobre el significat de la llei del valor en Marx. Des d'aquesta perspectiva, és important mantenir la distinció que apareix a El capital entre "substància del valor" (temps de treball socialment necessari) i "valor" com a intercanvi d'equivalents realitzat en el mercat. El treball efectiu i la capacitat mitjana no són determinables a priori, sinó que es realitzen i transformen de manera continuada durant l'intercanvi.

### Factors de producció
Els economistes clàssics utilitzen els tres factors definits per Adam Smith, cada un dels quals participa en el resultat de la producció per mitjà d'una recompensa fixada pel mercat:
- La terra: Terra en economia és el concepte que engloba a tots els recursos naturals el subministrament dels quals està inherentment fixat (és a dir, no varia responent a les variacions dels seus preus en el mercat). En aquest conjunt s'inclouen les terres pròpiament dites o localització geogràfica (concepte que exclou les millores degudes a les infraestructures i el capital natural, que pot ser degradat per les accions humanes), els dipòsits minerals, i fins i tot les localitzacions en òrbita geoestacionària i una part de l'espectre electromagnètic.
- El capital: El capital és un factor de producció constituït per immobles, maquinària o instal·lacions de qualsevol gènere, que, en col·laboració amb altres factors, principalment el treball i béns intermedis, es destina a la producció de béns de consum. És la quantitat de recursos, béns i valors disponibles per a satisfer una necessitat o portar a terme una activitat definida i generar un benefici econòmic o guany particular. També el crèdit, atès que implica un benefici econòmic en la forma d'interès, és considerat una forma de capital (capital financer). Els béns de capital, en contrast amb els béns de consum, són utilitzats en la producció de capital físic. Es refereixen a béns de capital real dels productes que s'utilitzen en la producció d'altres productes, però no s'incorporen als altres productes. En els béns de capital s'inclouen fàbriques, maquinària, eines, i diversos edificis. Els béns de capital són també diferents del capital financer, són objectes reals de la propietat d'entitats (persones, governs i altres organitzacions), a fi d'obtenir un rendiment positiu d'algun tipus de producció. L'activitat que es realitza pot ser la producció, el consum, la inversió, la constitució d'una empresa, etc. Quan aquest capital es destina a la producció, es converteix en un factor de producció.
- El treball: El treball és un dels tres factors de la producció. És la mesura de l'esforç fet per éssers humans. El salari és el preu del treball d'assalariat en el mercat de treball, determinat en un contracte de treball que pot realitzar-se en forma individual (contracte individual de treball) o col·lectiva (contracte col·lectiu de treball). És possible també trobar altres formes de treball, com el treball autònom productiu (professions liberals, comerciants, etc.) El treball està essencialment relacionat amb la construcció i ús d'eines i, per tant, amb la tècnica i la tecnologia, així com amb el disseny dels processos de treball i producció. En general els grans economistes (Adam Smith, David Ricardo, etc.) van concedir al treball un lloc central en les seves teories. Però, entre els economistes, van ser Marx i Keynes qui van desenvolupar les seves teories econòmiques al voltant del treball i l'ocupació.

Els economistes de l'escola neoclàssica només utilitzen capital i treball.
Aquests tres factors clàssics estan en la ciència econòmica actual en procés d'evolució cap a una estructuració més complexa

### El paper de l'Estat
Al Llibre V de La Riquesa de les Nacions, Adam Smith, defineix les funcions d'un Estat guardià de l'interès general (i no de l'interès del Príncep). La primera funció és l'anomenada sobirania, (policia, exèrcit, Justícia). L'Estat protegirà al ciutadà contra la injustícia i la violència que ve de dins i de fora.
L'anàlisi del Dret públic de Smith s'inscriu dins la lògica de Grotius, Pufendorf i Hobbes, però Adam Smith activa a les seves conferències de Glasgow (1762-1763) una brusca ruptura en la seva definició de les funcions de "policia", és a dir, la protecció i la regulació de l'ordre intern. Però alhora, la regulació de l'ordre intern està estretament relacionat amb l'abundància i preus dels aliments, garantir l'ordre públic és el subministrament d'aliments segur. La policia, per tant, implica la intervenció econòmica, a la que es va oposar a Smith en les seves conferències de Glasgow, i va explicar que la intervenció econòmica és contra-productiva, ja que afecta la riquesa dels aliments.

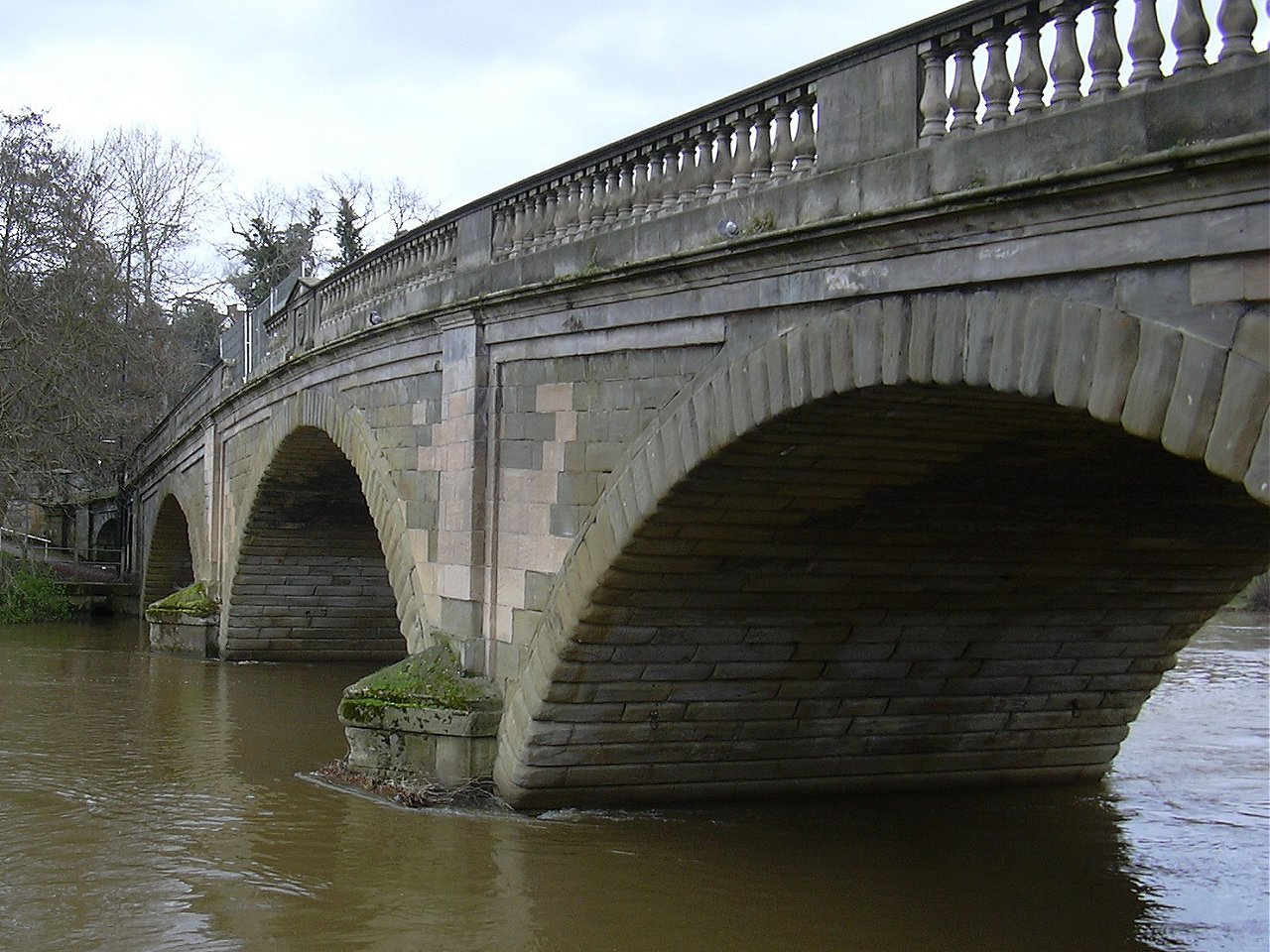
Els ponts solen ser infraestructures de cost elevats que no poden ser amortitzades per la comunitat més que a llarg termini (en aquest cas un pont de Regne Unit 1798)

Adam Smith va definir les funcions, de manera majestuosa en el seu sentit modern: la protecció de les llibertats individuals fonamentals dels atacs de dins i fora. No obstant això, Smith no nega la intervenció econòmica de l'Estat. El deure de protegir els ciutadans i els seus béns contra la injustícia des de l'interior i evitar que les invasions dels exèrcits estrangers, Smith li assigna a l'Estat una última funció:

"El tercer i últim deure del sobirà és la de mantenir aquestes estructures o les empreses públiques de les que la societat obtenen beneficis enormes, però que la seva naturalesa no permet que es creïn o mantinguin per una o més persones, ja que, per aquests, el benefici mai podria pagar-li les despeses."

Amb aquest "deure", Smith justifica clarament la intervenció l'Estat a la vida econòmica. També defineix el que l'economia més tard anomenaria el "Commons". Segons Smith, el mercat no pot suportar totes les activitats econòmiques, ja que alguns són rendibles per a qualsevol empresa, però, en gran manera beneficiarà a la societat en conjunt. Aquestes activitats a continuació, han de ser suportades per l'Estat. Això es refereix especialment a grans infraestructures, però l'anàlisi es pot estendre als serveis públics.
En un article publicat el 1927, Jacob Viner, professor d'economia a la Universitat de Chicago, va escriure que «Adam Smith no era un defensor doctrinari del laissez-faire», deixant molt espai per a la intervenció del govern, tenint en compte les circumstàncies per decidir si una política liberal és bona o dolenta. Va subratllar: «Els advocats moderns del laissez-faire que s'oposen a la participació del govern en els negocis, ja que constituiria una intromissió en un terreny reservat per la naturalesa de l'empresa privada no poden trobar suport a aquest argument de la riquesa de les nacions»>

## Bibliografia

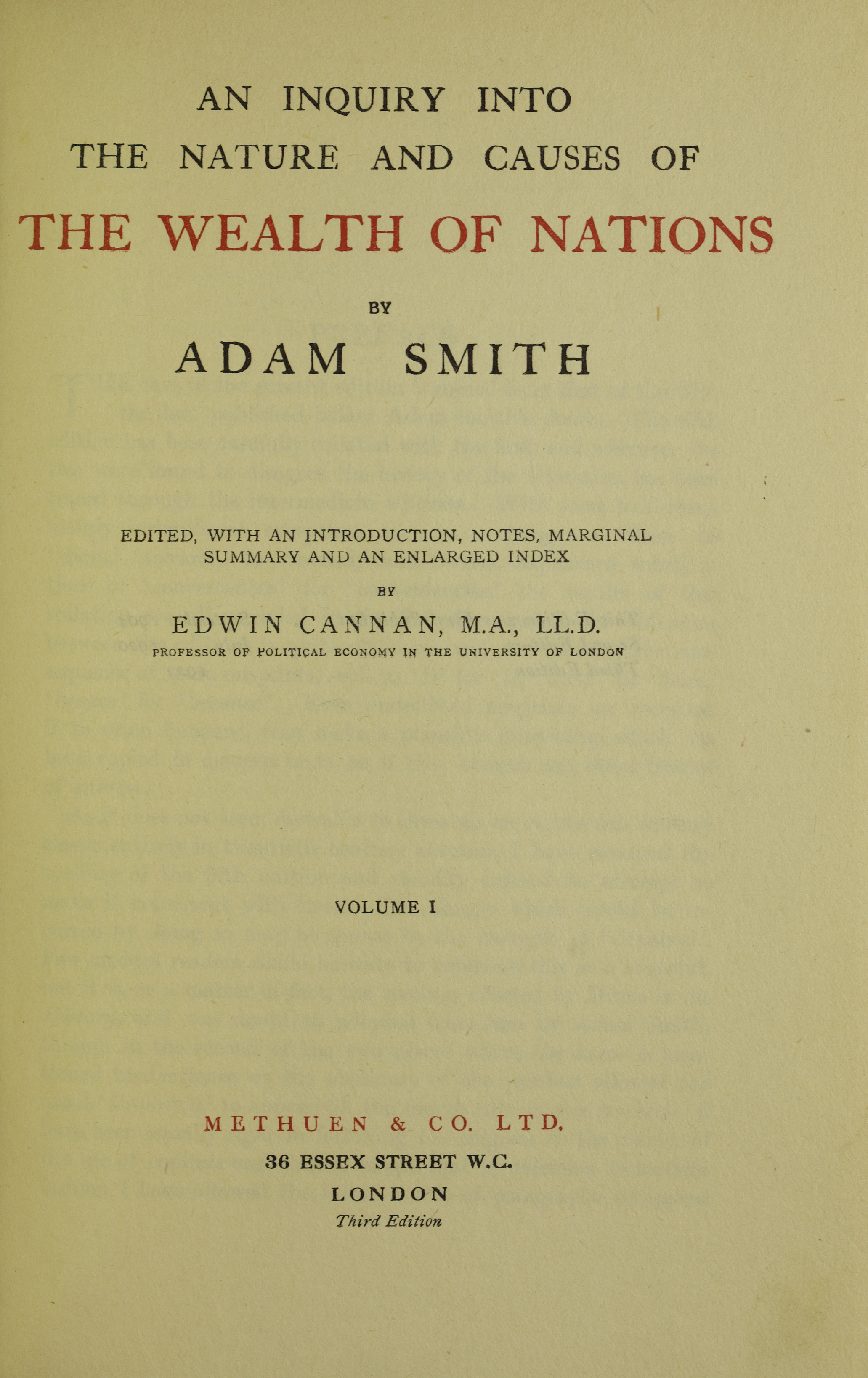
Inquiry into the nature and causes of the wealth of nations, 1922